# Grégory Alldritt
Grégory Alldritt (Tolosa, 23 marzo 1997) è un rugbista a 15 francese, che gioca come terza linea centro a La Rochelle in Top 14.

## Biografia
Alldritt possiede la doppia nazionalità franco-scozzese in quanto suo padre è originario del paese britannico e si è trasferito in Francia a ventinove anni. La sua formazione rugbistica iniziò nel club de Condom, per poi proseguire nelle giovanili dell'Auch dove fu compagno di squadra di Antoine Dupont e Pierre Bourgarit, anche loro futuri internazionali francesi. Il suo esordio professionistico avvenne proprio con il club formatore durante il campionato di Federale 1 (terza serie francese) 2015-2016. Trascorse un altro anno nell'Auch prima di trasferirsi, nell'estate 2017, a La Rochelle. Nel suo nuovo club trascorse la prima stagione alternandosi tra l'under-22 e la prima squadra nella quale ottenne un totale di dieci presenze. Nell'annata successiva diventò un elemento centrale della rosa, tanto da disputare come titolare sia la finale di Challenge Cup persa contro Clermont sia la semifinale del Top 14.
A livello internazionale, Alldritt fu convocato per la prima volta nella Francia da Jacques Brunel in occasione del Sei Nazioni 2019. Il suo esordio avvenne alla prima giornata, dove subentrò dalla panchina contro il Galles. Nel corso del torneo, del quale giocò tutte le partite, segnò due mete contro la Scozia e partì per la prima volta titolare contro l'Italia all'ultima giornata. Chiamato nella squadra francese allargata per preparare la Coppa del Mondo di rugby 2019, entrò a far parte dei convocati definitivi dopo aver prese parte a due amichevoli contro la Scozia. Durante il mondiale scese in campo in tutti gli incontri disputati dai Bleus fino alla sconfitta con il Galles ai quarti di finale. Il nuovo commissario tecnico Fabien Galthié lo schierò come titolare in tutte le sfide del Sei Nazioni 2020, durante il quale fu nominato per tre partite su cinque man of the match.

## Palmarès
- Champions Cup: 2
La Rochelle: 2021-22, 2022-23